# Serra Pelada (Odèn)
La Serra Pelada és una serra situada al municipi d'Odèn (Solsonès), amb una elevació màxima de 1.182,6 metres.